# Lasioglossum miniatulum
Lasioglossum miniatulum är en biart som först beskrevs av Theodore Mitchell 1960. Den ingår i släktet smalbin, och familjen vägbin. Inga underarter finns listade i Catalogue of Life. Arten förekommer endast i Florida, USA.

## Beskrivning
Huvudet och mellankroppen är ljusblått. Munskölden är svartbrun på den övre halvan. Främre halvan av hanens käkar (mandiblerna) är gula. Antennerna är mörkbruna, undersidan på de yttre delarna är rödbrun; hos honan kan den även vara rent brun. Benen är bruna, med nederdelen av skenbenen och fötterna rödaktiga till brungula på de fyra bakre benen hos honan (ibland alla sex benen). Hanen har motsvarande områden brungula på alla sex benen. Vingarna är halvgenomskinliga med gulbruna ribbor och ljusgula vingfästen. Bakkroppssegmenten är svartbruna på ovansidan hos honan, medan de är något ljusare bruna hos hanen. Segmentens bakkanter är genomskinligt gula hos honan, rödbruna hos hanen. Behåringen är vitaktig och tämligen gles; hanen kan dock ha något kraftigare behåring i ansiktet under ögonen. Som de flesta smalbin är arten liten; honan har en kroppslängd på 4,4 till 5 mm och en framvingelängd på 3,1 till 3,3 mm; motsvarande mått hos hanen är ungefär 3,9 mm för kroppslängden och omkring 2,8 mm för framvingelängden.

## Ekologi och utbredning
Lasioglossum miniatulum lever endast i kustområden i Florida, USA.